# Nárcisztikus személyiségzavar
A nárcisztikus személyiségzavar (angolul: narcissistic personality disorder, NPD) egy személyiségzavar, amelyet élethosszig tartó túlzott önjelentősségérzés, túlzott csodálatszükséglet és a mások érzései iránti együttérzés képességének csökkenése jellemez. A nárcisztikus személyiségzavar a személyiségzavarként ismert tágabb kategória egyik altípusa. Gyakran társul más mentális zavarokkal, és jelentősen társul funkcionális károsodás és pszichoszociális fogyatékosság.
A személyiségzavarok a mentális zavarok egy osztálya, amelyeket tartós és rugalmatlan maladaptív viselkedési, megismerési és belső tapasztalati minták jellemeznek, amelyek számos kontextusban megjelennek, és eltérnek bármely kultúra által elfogadottaktól. Ezek a minták a korai felnőttkorban alakulnak ki, és jelentős szorongással vagy károsodással járnak. A személyiségzavarok diagnosztizálásának kritériumait a Betegségek nemzetközi osztályozása (ICD) hatodik fejezete és az Amerikai Pszichiátriai Társaság által publikált Diagnostic and Statistical Manual of Mental Disorders (DSM) közli.
Nincs szabványosított terápiás módja. Más mentális zavarokkal való magas komorbiditása befolyásolja a kezelés megválasztását és az eredményeket. A pszichoterápiás kezelések általában két kategóriába sorolhatók: pszichoanalitikus/pszichodinamikus és kognitív viselkedésterápia, mindkettő terápiába való integrálásának egyre nagyobb támogatása mellett.A kezelések hatékonyságát meghatározó tanulmányok azonban szinte teljesen hiányoznak. A mentális zavarral kapcsolatos szubjektív tapasztalatok, valamint a kezeléssel való egyetértés és az azzal való elkötelezettség mértéke nagymértékben függ a változásra irányuló motivációtól.